# Charles Vander Burch
Charles Frédéric Prosper Raymond Vander Burch (Brussel, 13 november 1840 - 15 februari 1900) was een Belgisch senator.

## Levensloop
De familie Van der Burch had sinds 1600 adellijke status en sinds 1720 de titel van graaf. Het was een familie van militairen. Graaf Charles-Albert van der Burch senior (1779-1854), die in 1816 adelsbevestiging verkreeg, was luitenant-generaal.  
Graaf Charles-Frédéric van der Burch was een kleinzoon van de luitenant-generaal en de tweede van de zeven kinderen van kolonel Louis van der Burch (1800-1881) en van Emma de Lousada (1810-1894), dochter van hertog Isaac-Baruch de Losada y Lousada. Zijn vader verkreeg in 1871 de overdraagbaarheid van de grafelijke titel op al zijn nakomelingen. Charles-Frédéric trouwde met gravin Alix de Robiano (1846-1899), dochter van senator Maurice de Robiano. Het echtpaar bleef kinderloos.
Hij doorliep een militaire carrière van 1861 tot 1886 en bereikte de graad van majoor.
Vanaf 1888 werd hij politiek actief. Hij werd in 1888 verkozen als onafhankelijk senator voor het arrondissement Brussel en vervulde dit mandaat tot in 1892. In 1892 werd hij voorzitter van de Fédération des nationaux indépendants. Hij werd opnieuw verkozen voor de katholieke partij in 1894 en bleef senator tot in 1900.
Op latere leeftijd bekleedde hij ook bestuursmandaten in ondernemingen uit de elektriciteitssector:
- voorzitter van de Compagnie Internationale d'Electricité,
- voorzitter van de Société internationale d'entreprises et installations électriques,
- voorzitter van de Compagnie d'électricité d'Ixelles et extensions,
- bestuurder van de Compagnie d'électricité de Moscou.